# Бомба

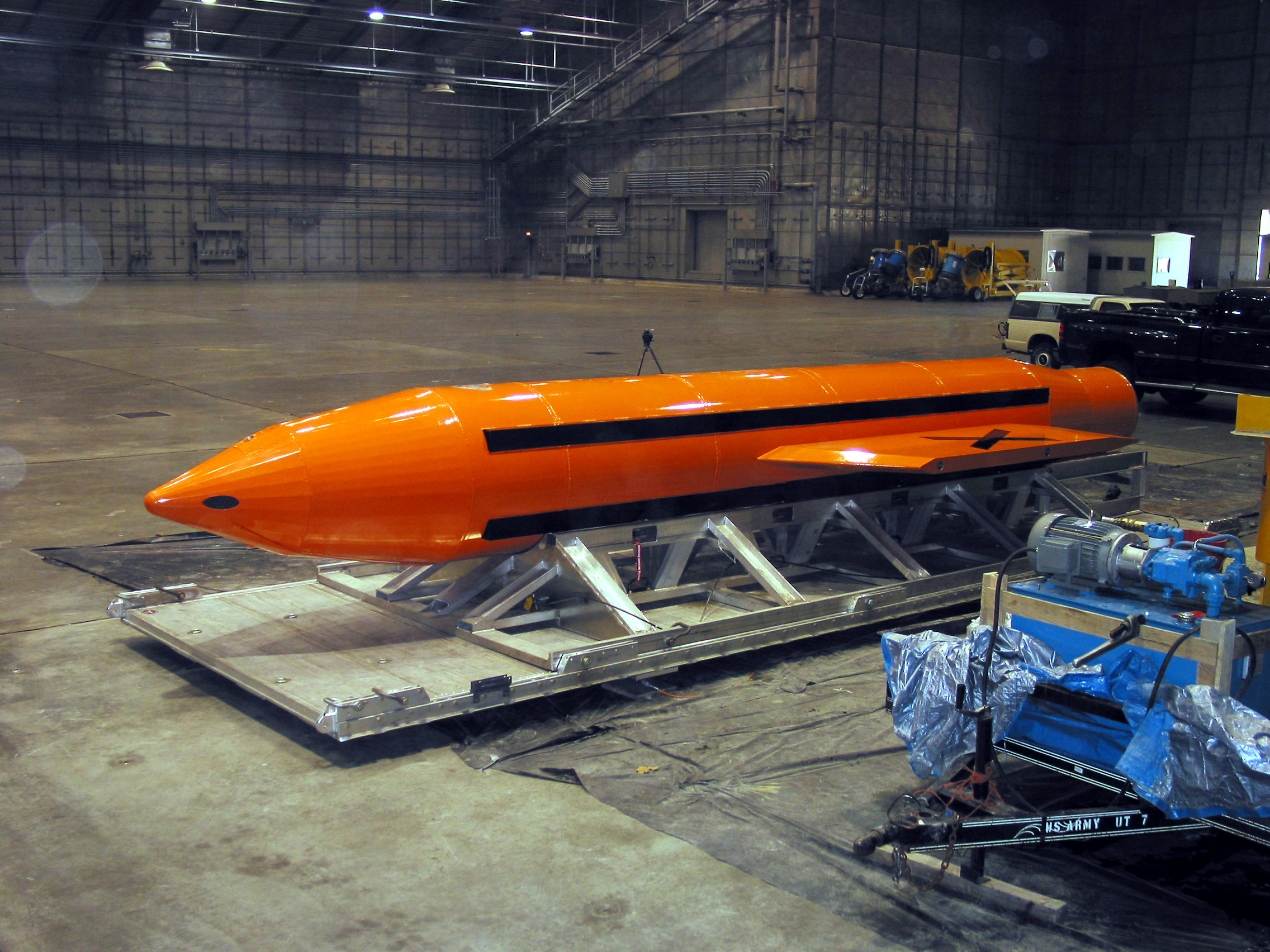
Бомба GBU-43, «Мати усіх бомб» (США)

Бо́мба (лат. bombus від грец. βόμβος — «гудіння, дзижчання») — вибуховий пристрій, який використовують переважно у військових цілях. Конструктивно — це контейнер, наповнений вибуховими хімічними речовинами. Існують також запальні бомби й атомні бомби і ракети (див. ядерна зброя). Будь-який предмет, призначений викликати руйнації з допомогою вибуху, можна назвати бомбою (бомба-машина, бомба-лист). Зазвичай скидаються з літаків (починаючи з часів Першої світової війни).

## Історія
Перший історичний запис про бомбу, виготовлену з чавуну та начинену порохом, з'явився в Китаї в 13 столітті. Первісно бомбами називали розривні артилерійські снаряди, протиставляючи їх простим ядрам (розривні снаряди вагою до пуда в Російській імперії було заведено називати «гранатами»). Перші такі бомби з'явилися в XVI ст., а почали їх широко використовувати у наступному столітті.
Перші бомби авіаційної доставки були скинуті з некерованих аеростатів австрійцями під час облоги Венеції у 1849 р. Ранні розривні снаряди, скидувані з літальних апаратів важче повітря, були радше гранатами. Перше бомбометання з літака здійснене італійським льотчиком Джуліо Гавотті 1 листопада 1911 року, під час італо-турецької війни.

## Класифікація
1. Авіаційна бомба — один з видів авіаційних боєприпасів. Бомби бувають атомні, фугасні, осколкові, запалювальні, освітлювальні та ін.
2. Глибинна бомба — призначена для боротьби з зануреними підводними човнами.
3. Графітова бомба — викликає замикання в електромережах завдяки розпиленню графітових волокон.